# Lagen om tillfälligt omhändertagande
Lagen om tillfälligt omhändertagande (1973:558) var en svensk lag som gällde 1974–1984 och gav polisen rätt att omhänderta en person i högst sex timmar utan specifik anledning. Lagen upphävdes vid införandet av Polislagen (se dess övergångsbestämmelser, 1984:387 2:a punkten).